# Вільчкув (Серадзький повіт)
Вільчкув (пол. Wilczków) — село в Польщі, у гміні Ґощанув Серадзького повіту Лодзинського воєводства.
Населення — 293 особи (2011).
У 1975-1998 роках село належало до Серадзького воєводства.

## Демографія
Демографічна структура станом на 31 березня 2011 року:
|          | Загалом | Допрацездатний вік | Працездатний вік | Постпрацездатний вік |
| -------- | ------- | ------------------ | ---------------- | -------------------- |
| Чоловіки | 149     | 42                 | 87               | 20                   |
| Жінки    | 144     | 31                 | 70               | 43                   |
| Разом    | 293     | 73                 | 157              | 63                   |